# Gália
Gália este un oraș în São Paulo (SP), Brazilia.